# 花蓮區中小企業銀行
花蓮區中小企業銀行（簡稱花企銀、花企），金融機構代號：056，是過去曾經存在於台灣的中小企業銀行之一，已於2007年9月併入中國信託商業銀行。

## 歷史
前身為成立於1950年2月1日的「東台區合會儲蓄」，最初資本額僅新台幣二萬八仟元，業務範圍為花蓮縣和台東縣，總行設於花蓮市，並設有花蓮分行及台東分行。1952年3月21日由於業務區域重劃，業務範圍縮小至僅花蓮縣一縣，因此改名為「花蓮區合會儲蓄」，1967年設立儲蓄部。
1975年由於《銀行法》修訂，將合會儲蓄公司納入銀行體制，並提供民眾與中小企業授信業務，因此於1979年1月1日改制為「花蓮區中小企業銀行」。
此後，共設有31間分行，除花蓮縣及台東縣外，亦在台北市、桃園縣、台中市設有分行，資本額最高曾達新台幣43億元，但由於經營不善，於2004年由太平洋證券接手經營，並於2005年將股本由43億元減至6億元。
2007年1月5日，因銀行淨值負數持續擴大，帳面淨值為新台幣負25億元，遭財政部指示由中央存款保險公司接管。最終於2007年6月由中國信託商業銀行以新台幣44.9億元標下，並於2007年9月併入中國信託銀行。